# الحجفة (حليمة)

تعديل مصدري - تعديل

الحجفة محلة تابعة لقرية حليمة، التابعة لعزلة حليمة بمديرية حزم العدين إحدى مديريات محافظة إب في الجمهورية اليمنية، بلغ تعداد سكانها 31 حسب تعداد اليمن لعام 2004.